# Sciades carolinensis
Sciades carolinensis là một loài bọ cánh cứng trong họ Cerambycidae.